# Tương Đàm
Tương Đàm (tiếng Trung: 湘潭市 bính âm: Xiāngtán Shì, Hán-Việt: Tương Đàm thị) là một địa cấp thị ở trung tâm tỉnh Hồ Nam, Trung Quốc. Tương Đàm là một phần của "Tam giác vàng Trường-Chu-Tương" bao gồm Trường Sa, Chu Châu và Tương Đàm.

## Phân chia hành chính
Tương Đàm bao gồm 2 thành phố cấp huyện là Tương Hương (湘乡) và Thiều Sơn (韶山), một huyện Tương Đàm và hai quận là Nhạc Đường(岳塘区) và Vũ Hồ(雨湖区).

## Nhân vật nổi tiếng từ Tương Đàm
- Mao Trạch Đông
- Bành Đức Hoài
- Tưởng Uyển
- La Điển
- Tề Bạch Thạch
- Hoàng Công Lược
- Tăng Quốc Phan
- Mã Anh Cửu
- Tống Sở Du
- Phùng Tiểu Cương
- Từ Tĩnh Lôi
- Bành Soái